# Joseph Luc Alfred Savoie
Pour les articles homonymes, voir Savoie (homonymie).
Joseph Luc Alfred Savoie, né le 8 juillet 1924 à Néguac (Nouveau-Brunswick) et mort le 19 avril 1969 à McGivney (en) (Nouveau-Brunswick), est un chirurgien dentiste et un homme politique néo-brunswickois (canadien).
Il est député libéral à l'Assemblée législative du Nouveau-Brunswick de la circonscription de Northumberland de 1967 jusqu'à sa mort en 1969.

## Biographie
Né le 8 juillet 1924 à Néguac au Nouveau-Brunswick, Joseph Luc Alfred Savoie est le fils d'Édouard et Demerise Savoie. Il étudie à l'Université Saint-Joseph, à l'université de Genève en Suisse et à l'Université de Montréal. Il détient un baccalauréat en sciences médicales, un doctorat en médecine dentaire, une licence en médecine dentaire et un second doctorat en chirurgie dentaire. Il exerce sa profession de dentiste à Newcastle avant de se lancer en politique.
Lors des élections du 23 octobre 1967, il est élu député à l'Assemblée législative du Nouveau-Brunswick dans la circonscription de Northumberland sous la bannière du Parti libéral du Nouveau Brunswick.
Le 19 avril 1969, il meurt en fonction à l'âge de 44 ans, dans un accident de voiture à McGivney (en) lorsque sa voiture entre en collision avec le train de passagers L'Océan à un passage à niveau.

### Famille
Joseph Luc Alfred Savoie épouse Marie-Thérèse Paulin, fille du Dr J. E. Paulin de Tracadie, le 7 septembre 1960 et le couple a deux enfants, Marie Chantal et Joseph Gilles.